# Paulinho Rosas
Paulo Ladislau Rosas, mais conhecido como Paulinho Rosas (São Paulo, 3 de março de 1958) é um ex-jogador de futebol de salão brasileiro que atuava como fixo.
Paulinho Rosas foi Campeão Mundial em 1982 pela Seleção Brasileira.

## Títulos
Seleção Brasileira
- Campeonato Mundial - 1982